# Haematopota koryoensis
Haematopota koryoensis är en tvåvingeart som först beskrevs av Tokuichi Shiraki 1932.  Haematopota koryoensis ingår i släktet Haematopota och familjen bromsar. Inga underarter finns listade i Catalogue of Life.